# Rhyzodiastes polinosus
Rhyzodiastes polinosus es una especie de escarabajo terrestre, categorizada en la tribu Clinidiini, de la subfamilia Rhysodinae. Se atribuye su descripción a los entomólogos de origen estadounidense Ross Taylor Bell y Joyce Elaine Rockenbach Bell, quienes la citaron por primera vez en 1981.

## Descripción
La especie mide 5,1–7,8 mm de longitud (0,20–0,31 pulgadas). Cuenta con diversidad de mechones (o pelaje) a lo largo de todo su cuerpo, surco orbitario ancho y polinoso, élitros lisos, cada uno de ellos con varias marcas internas y externas.  Metaesternón sin surco medio, cuenta con carinas estrechas y lisas, un aspecto distintivo de las demás especies del subgénero.

## Distribución
Se distribuye por Micronesia, en el archipiélago de las islas Carolinas.